# Новотумбинское сельское поселение
Новотумбинское се́льское поселе́ние — муниципальное образование в Нурлатском районе Татарстана Российской Федерации.
Расположено на западе района. Граничит с Тимерлекским, Зареченским сельскими поселениями, с Алькеевским районом и с Самарской областью.
Административный центр — село Новая Тумба.

## История
Статус и границы сельского поселения установлены Законом Республики Татарстан от 31 января 2005 года № 32-ЗРТ «Об установлении границ территорий и статусе муниципального образования "Нурлатский муниципальный район" и муниципальных образований в его составе».
Законом Республики Татарстан от 09 октября 2008 года № 103-ЗРТ границы Нурлатского и Алькеевского районов были изменены для устранения взаимных чересполосных участков: в состав поселения вошли находившиеся на его территории малые эксклавы Алькеевского района вместе с п. Покровский, взамен этого в состав Аппаковского сельского поселения Алькеевского района отошла территория вдоль границ с Ульяновской областью.

## Население
| 2010 | 2011 | 2012 | 2013 | 2014 | 2015 | 2016 |
| ---- | ---- | ---- | ---- | ---- | ---- | ---- |
| 291  | ↘290 | ↘283 | ↘271 | ↗272 | ↘257 | ↘250 |
| 2017 | 2018 |      |      |      |      |      |
| ↘238 | ↘232 |      |      |      |      |      |

## Состав сельского поселения
| № | Населённый пункт | Тип населённого пункта       | Население  |
| - | ---------------- | ---------------------------- | ---------- |
| 1 | Новая Тумба      | село, административный центр | 291 (2010) |
| 2 | Покровский       | посёлок                      | 0 (2010)   |